# Braises
Pour les articles homonymes, voir Cenere et Cendres.
Cet article concerne le roman de Grazia Deledda. Pour le charbon ardent, voir Braise.
Braises (Cendres dans certaines éditions ; titre original : Cenere) est un roman de Grazia Deledda, écrivain italien prix Nobel de littérature, paru en 1904.

## Historique
Le roman est publié en feuilleton en 1903 dans le journal florentin Nuova Antologia (it) et en un volume, aux éditions Ripamonti & Colombo, à Rome, en 1904.
Braises est le titre maintenant usuel des éditions françaises ; la première traduction française en 1905 par Georges Hérelle était intitulée Cendres.

## Résumé
Olì est une jeune femme qui vit dans un village en Sardaigne. Elle rencontre et tombe amoureuse d'un homme marié. De cette relation naît un enfant, Anania, et Olì déshonorée est chassée de la maison familiale.
Quelques années plus tard, Anania a grandi et Olì ne peut subvenir aux besoins de l'enfant et l'abandonne à l'âge de sept ans devant la maison de son père, qui assure son éducation. Une fois adulte, Anania sent le manque de sa mère et se met à la chercher, ce qui lui vaut la perte de sa femme promise, qui n'accepte pas dans son foyer la présence d'une belle-mère déshonorée.

## Éditions

### Éditions originales italiennes
- 1903 : Nuova Antologia, Florence (en feuilleton)
- 1904 : Ripamonti & Colombo, Rome
- 1910 : Treves, Milan

### Éditions françaises

#### Sous le titreCendres
- 1905 : Calmann-Lévy, Paris

#### Sous le titreBraises
- 1999 : Éditions Autrement, Paris (traduit par Fabienne-Andréa Costa)
- 2018 : Éditions Cambourakis, Paris  (ISBN 978-2-36624-345-1)

## Adaptation cinématographique
- 1916 : Les Cendres du passé, film muet italien réalisé par Febo Mari, adaptation du roman Braises, avec le réalisateur et Eleonora Duse comme interprètes